# Villa Imbarcati
Villa Imbarcati (detta anche Villa Sozzifanti agli Imbarcati) si trova a Pistoia nella frazione di Ponte Nuovo, tra Pistoia e Montale, lungo la strada provinciale 7 detta "Montalese".

## Storia
La villa è stata edificata su disegno di Jacopo Lafri (1544-1620) tra la fine del XVI e l'inizio del XVII secolo dalla famiglia nobile dei Sozzifanti di Pistoia (come ampliamento di una preesistente casa-torre). Nel 1862 è passata ai Borbone Parma. 
Il testamento (del 1858) dello stravagante Niccolò Sozzifanti, appassionato bibliofilo e grande conservatore, prevedeva li lascito delle sue proprietà a Carlo Lodovico di Borbone (già Re d'Etruria e poi Duca di Lucca, Parma e Piacenza). Agli inizi del 900, la villa era abitata da una pronipote di Carlo Lodovico, andata sposa a Carlo d'Asburgo, ultimo imperatore d'Austria (bibl. 4, 65 e 68).
Durante la guerra, la villa, come proprietà della casa regnante di una potenza nemica, fu requisita e destinata a convalescenziario. Dopo il 1945 tornò nelle mani di Felice di Borbone (Borbone Parma), fratello di Zita, e alla sua morte passò alla moglie di lui Carlotta di Lussemburgo; da allora fu abitata con continuità fino al 1977, quando è stata acquistata da altri proprietari e venduta all'attuale proprietario nel 2008. Negli anni 2010-2023 è stata oggetto di importanti restauri, seguiti dalla sovrintendenza di Firenze. Attualmente è residenza privata. L'attributo "imbarcati" è probabilmente dovuto alla posizione della villa sulle prime pendici dei colli, rialzata sulla sottostante pianura che risultava paludosa fino al medioevo e quindi attraversata da imbarcazioni.